# Jacques Bonnaud
Jacques Jules Bonnaud, né à Cap-Haïtien le 27 octobre 1740 et mort (assassiné) le 2 septembre 1792 à Paris, est un prêtre jésuite français qui, avec d’autres, fut assassiné lors des massacres de Septembre, durant la période de Terreur de la révolution française. Mort par fidélité à l’Église et au souverain pontife, il est reconnu comme martyr par l'Église, et béatifié le 17 octobre 1926, par le pape Pie XI, en même temps que de nombreux autres prêtres, jésuites, capucins et carmes, victimes des excès de la Révolution française.

## Biographie
Né au Cap Français à Saint-Domingue (aujourd’hui 'Cap-Haïtien', en Haïti), le 27 octobre 1740, Jacques Bonnaud vient, encore jeune, en France. Il reçoit son éducation au collège de La Flèche et entre au noviciat des jésuites le 20 décembre 1758. Il enseigne durant deux ans en tant que régent du collège de Quimper.
Lorsque les jésuites sont expulsés de France en 1762, Bonnaud poursuit ses études ecclésiastiques au séminaire Saint-Firmin de Paris et passe ensuite aux Pays-Bas méridionaux où il parachève ses études de théologie, de droit civil et de droit canon.
Après son ordination sacerdotale, il est d’abord au service du diocèse de Paris (1764).
En 1783-1787, il est vicaire général de Pierre-Louis de Leyssin, archevêque d'Embrun.
Il est très présent dans les controverses théologiques et ecclésiastiques. Dans son Tartuffe épistolaire démasqué, il prouve qu’une lettre attribuée à Clément XIV est l'œuvre d’un ex-prêtre de l'Oratoire, Luigi Caraccioli. Il est l'auteur d'un pamphlet antiprotestant, Discours à lire au Conseil, en présence du Roi, par un ministre patriote, sur le projet d’accorder l’Etat Civil aux Protestants, sl, 1787, appelé familièrement "Mémoire de madame de Noailles" (car elle se chargeait de « le porter aux membres du Conseil et du Parlement »).
En 1788, il est appelé à Lyon par l’archevêque Yves Alexandre de Marbeuf qui fait de lui un de ses vicaires généraux et lui attribue les prieurés de Sermaize et d'Arnicourt. Bonnaud est l'auteur de la lettre pastorale de l'archevêque (1789) alertant les fidèles et les invitant à la vigilance et au courage face aux persécutions religieuses qui sont imminentes.
Il s'installe ensuite à Paris où il écrit pamphlets et tracts défendant les droits de l'Église et s'opposant à la constitution civile du clergé, qu'il refuse de signer. Arrêté vers le 10 août 1792, il est enfermé à la prison des Carmes de Paris, où il est massacré par les sans-culottes, en compagnie de beaucoup d’autres prêtres et religieux, lors des massacres de Septembre, le 2 septembre 1792.